# Anteilshonorar
Ein Anteilshonorar ist eine besondere Form des Erfolgshonorars. Der Ausdruck Honorar wird im Dienstleistungsrecht für die Vergütung freiberuflicher Leistungen verwendet. Im Laufe von Vertragsverhandlungen zwischen Auftraggeber und Auftragnehmer beschäftigen sich die beiden Parteien damit, auf welcher Grundlage die Höhe des Honorars ermittelt und welche Honorarform in den Vertrag aufgenommen werden soll.

## Begriffliche Abgrenzung
Unter einem Erfolgshonorar wird jegliches Honorar verstanden, dessen Ermittlung die Erfolgsmessung voraussetzt und dessen Höhe anhängig vom Projektziel ist. 
Handelt es sich bei dem Projektziel um eine Transaktion (Wirtschaft), kann ein Anteilshonorar entsprechend vereinbart werden. Das Honorar wird dann als Anteil des Wertes der Transaktion bemessen. Der Vorteil für das Kunden-Unternehmen ist, dass es nur bezahlen muss, wenn die Transaktion zustande kommt.

## Honorarformen

### Zeithonorar
Die Basis für die Berechnung des Zeithonorars ist die vom Beauftragten im Verlauf des Projektes eingesetzte Zeit. Die einzelne Zeiteinheit, bei der es sich je nach Vereinbarung um Stunden, Tage oder Wochen handeln kann, kostet einen vorab vereinbarten Preis. Die Höhe des Preises pro Zeiteinheit hängt von der Qualifikation, der Erfahrung und dem Know-how des Beauftragten ab.

### Pauschalhonorar
Bei dem Einsatz eines Pauschalhonorars wird vereinbart, dass eine gewisse Summe für die Bearbeitung bestimmter Aufgaben bezahlt wird. Die zu bezahlende Summe wird vor Projektbeginn in den Vertragsverhandlungen zwischen Auftraggeber und Auftragnehmer festgelegt. Voraussetzung für den Einsatz eines Pauschalhonorars ist, dass die Aufgabenstellung des Projektes klar beschrieben werden kann.

### Erfolgshonorar
Unter dem Erfolgshonorar (pactum de quota litis) wird ein Honorar verstanden, das nur bei Erreichung der vereinbarten Projektziele bezahlt wird. Der Grundgedanke ist, dass der Beauftragte abhängig vom Projekterfolg respektive von seiner Leistung in dem Projekt vergütet wird. Der Einsatz eines Erfolgshonorars setzt somit voraus, dass der Erfolg eines Beratungsprojektes bestimmt werden kann.
Die Vereinbarung eines Erfolgshonorars für anwaltliche Tätigkeiten ist in Deutschland nur unter den besonderen Voraussetzungen des § 4a RVG zulässig. In Österreich ist die quota litis sittenwidrig (§ 879 Abs. 2 Zi 2 ABGB). Auch die Berufsregeln der Rechtsanwälte der Europäischen Union verbieten es.

## Funktionen von Anteilshonoraren
- Entlohnung des beauftragten Unternehmens
- Steigerung der Motivation des beauftragten Unternehmens
- Verknüpfung der Interessenlage zwischen Auftraggeber und Beauftragtem
- Verantwortungsübernahme des beauftragten Unternehmens
- Einschränkung des Fixkostenanteils des Beratungsprojektes
- Risikobegrenzung auf Seiten des Auftraggebers
- Demonstration der Leistungsbereitschaft des beauftragten Unternehmens

## Einsatzgebiete von Anteilshonoraren
Da wie oben aufgeführt die Messbarkeit des Erfolges für den Einsatz eines Anteilshonorars sichergestellt werden muss, ist ein wichtiges Kriterium, dass ein Vorher-Nachher-Vergleich stattfinden kann. Anteilshonorare kommen diesbezüglich verstärkt im Bereich der Optimierung von Sachkosten zum Einsatz. Hier kann ganz gezielt ein Bereich abgegrenzt und dessen Istkosten festgestellt werden. Nach der Optimierungsphase und dem anschließenden Umsetzungsprozess resultiert eine neue Kosten-Situation, die mit den Istkosten verglichen werden kann. Die Differenz hieraus ergibt das Einsparvolumen, an dem sich das Honorar entsprechend prozentual ausrichten kann.